# Hymenosporum flavum
Hymenosporum flavum är en tvåhjärtbladig växtart som först beskrevs av William Jackson Hooker, och fick sitt nu gällande namn av Ferdinand von Mueller. Hymenosporum flavum ingår i släktet Hymenosporum och familjen Pittosporaceae. Inga underarter finns listade.

## Bildgalleri

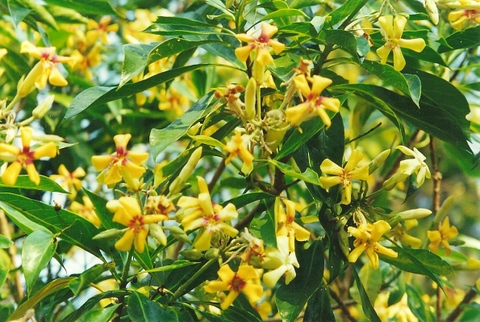
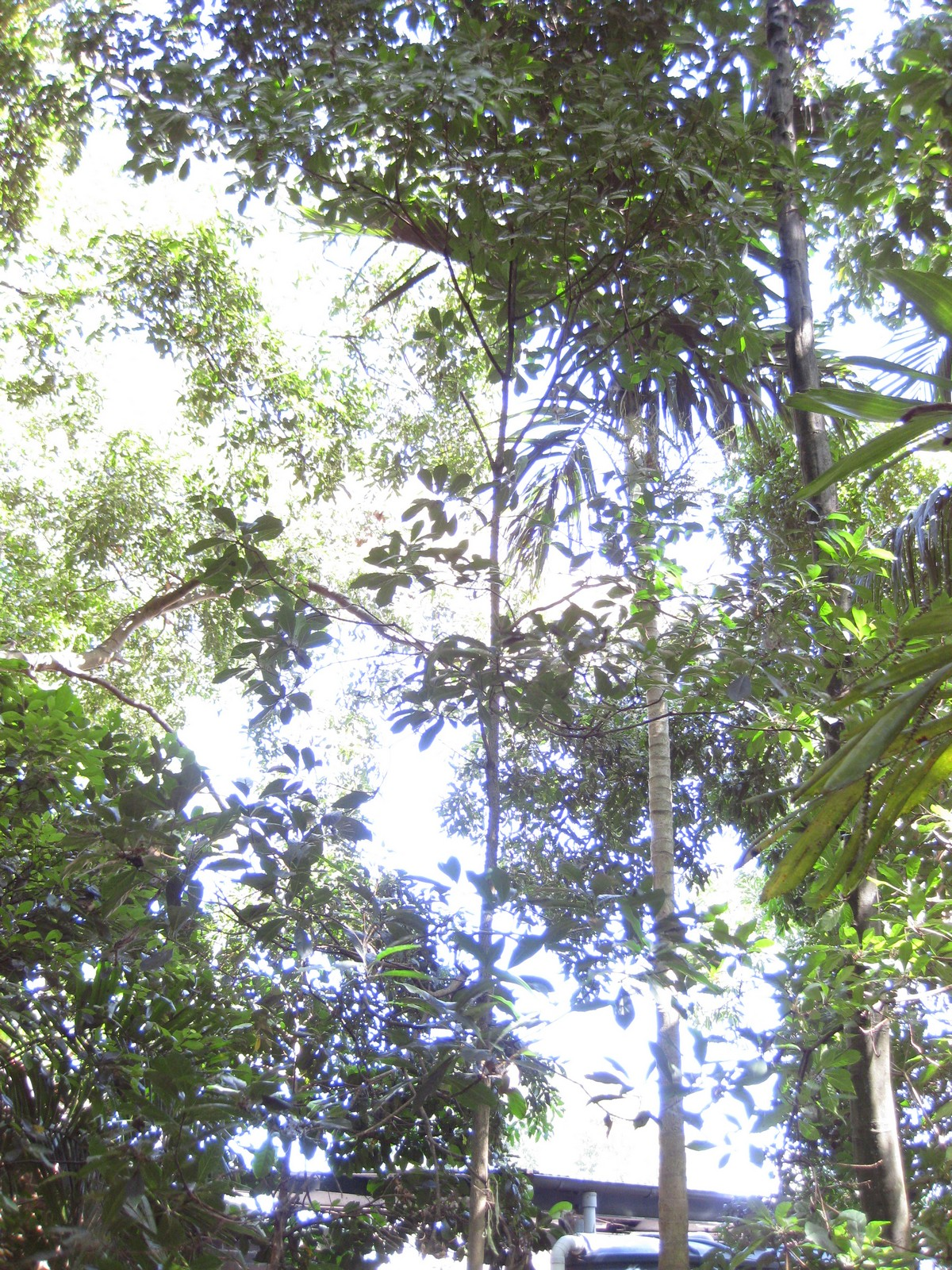
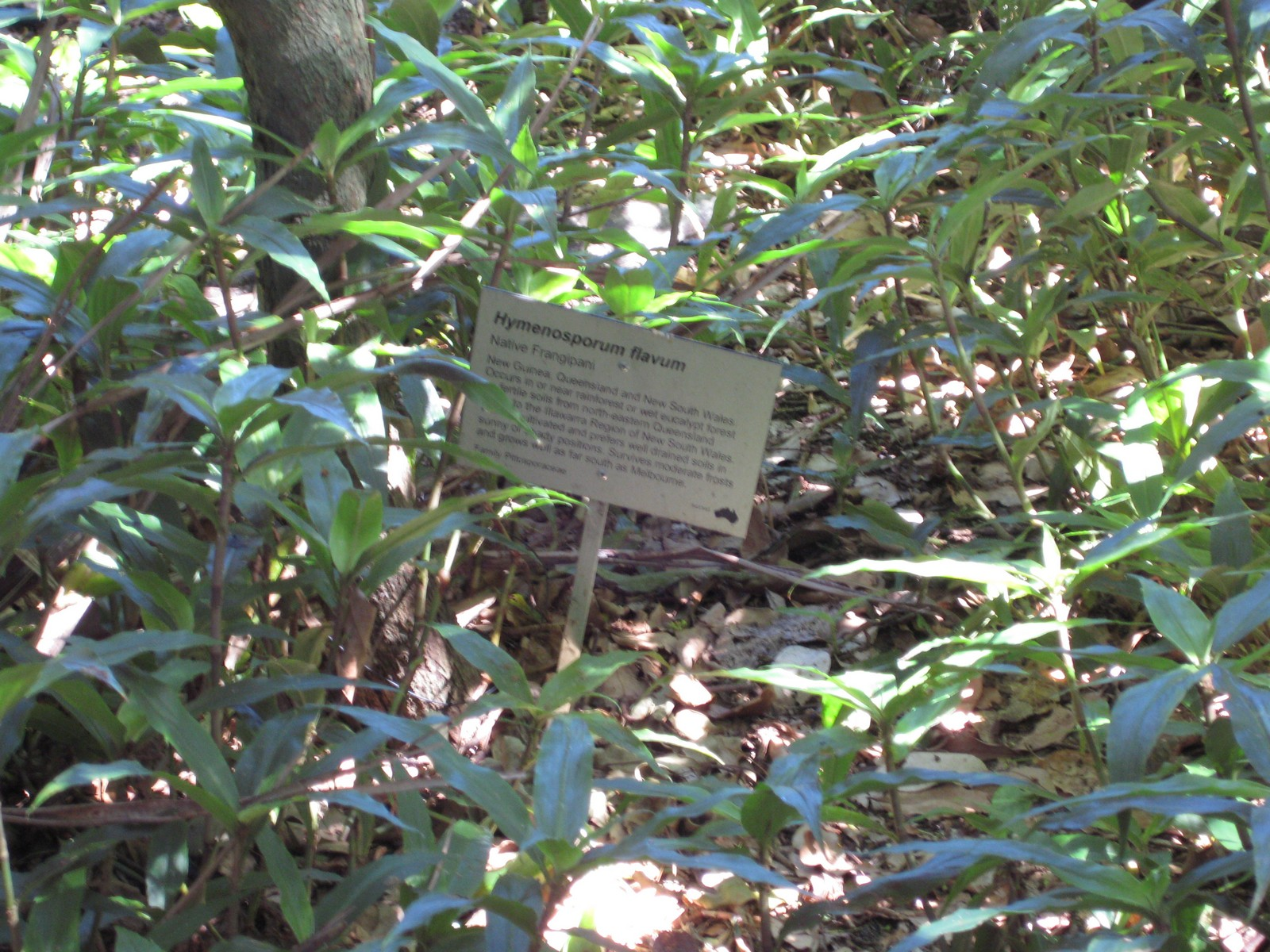
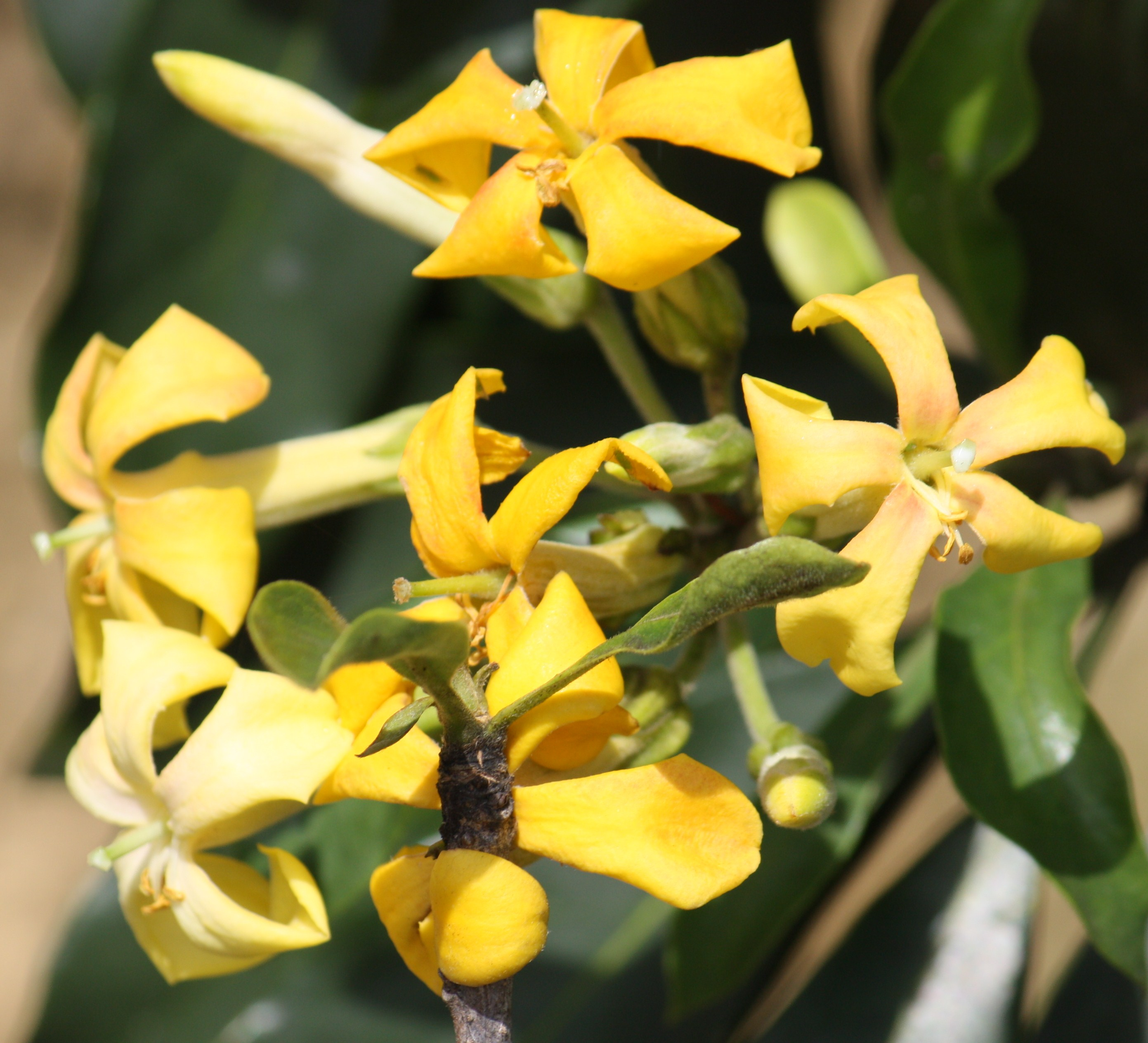
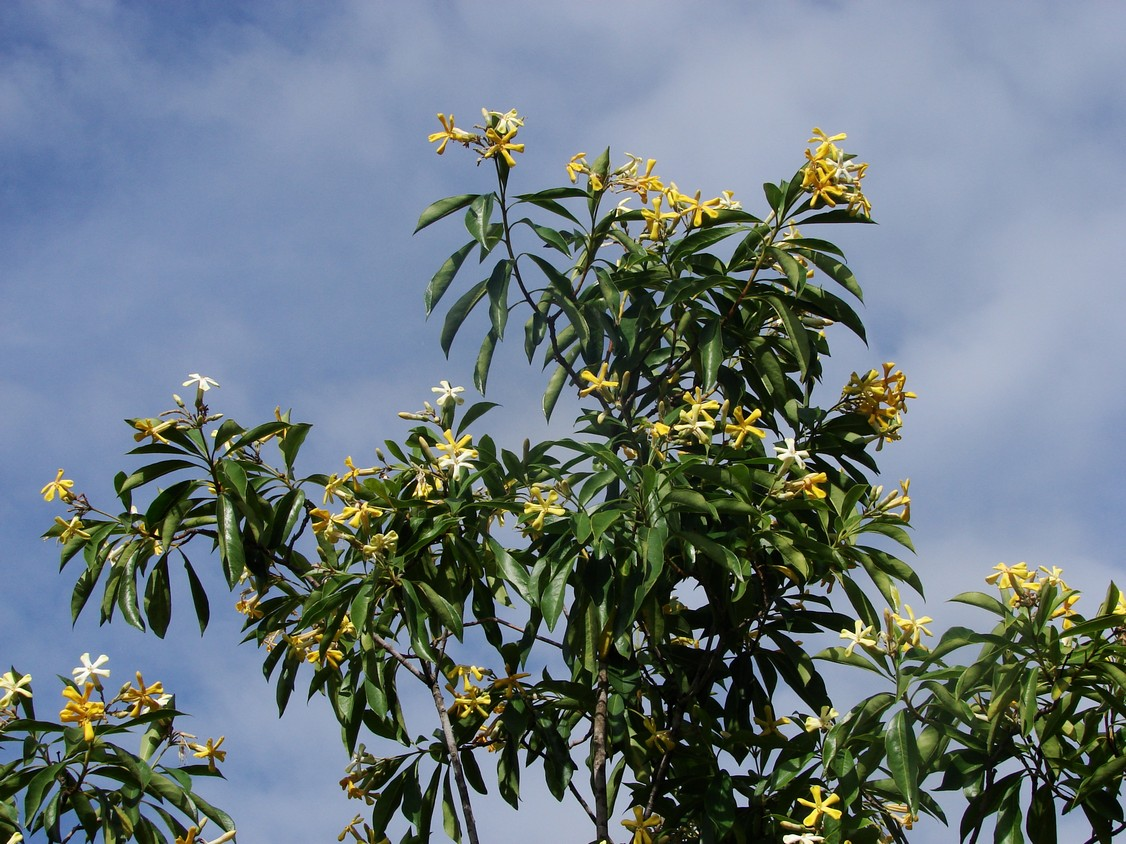
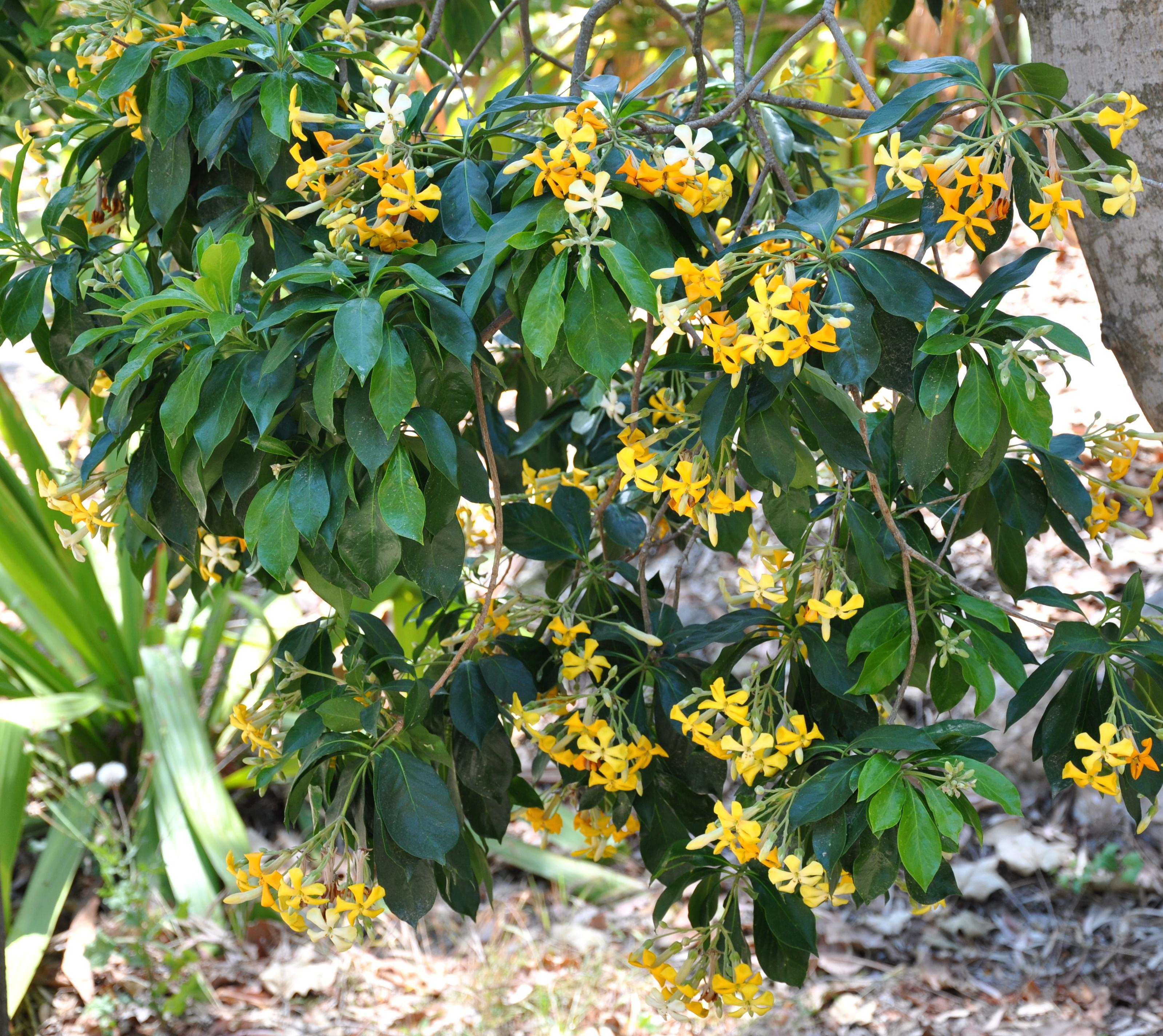